# La Muntanyeta (Llobera)
La Muntanyeta és una muntanya de 861 metres del municipi de Llobera, a la comarca catalana del Solsonès.